# Haematoxylum

Haematoxylum L., 1753 è un genere di piante della famiglia delle Fabacee.

## Tassonomia
Il genere comprende le seguenti specie:
- Haematoxylum brasiletto H.Karst.
- Haematoxylum calakmulense Cruz Durán & M.Sousa
- Haematoxylum campechianum L.
- Haematoxylum dinteri (Harms) Harms
- Haematoxylum sousanum Cruz Durán & J.Jiménez Ram.